# Mumbai FC

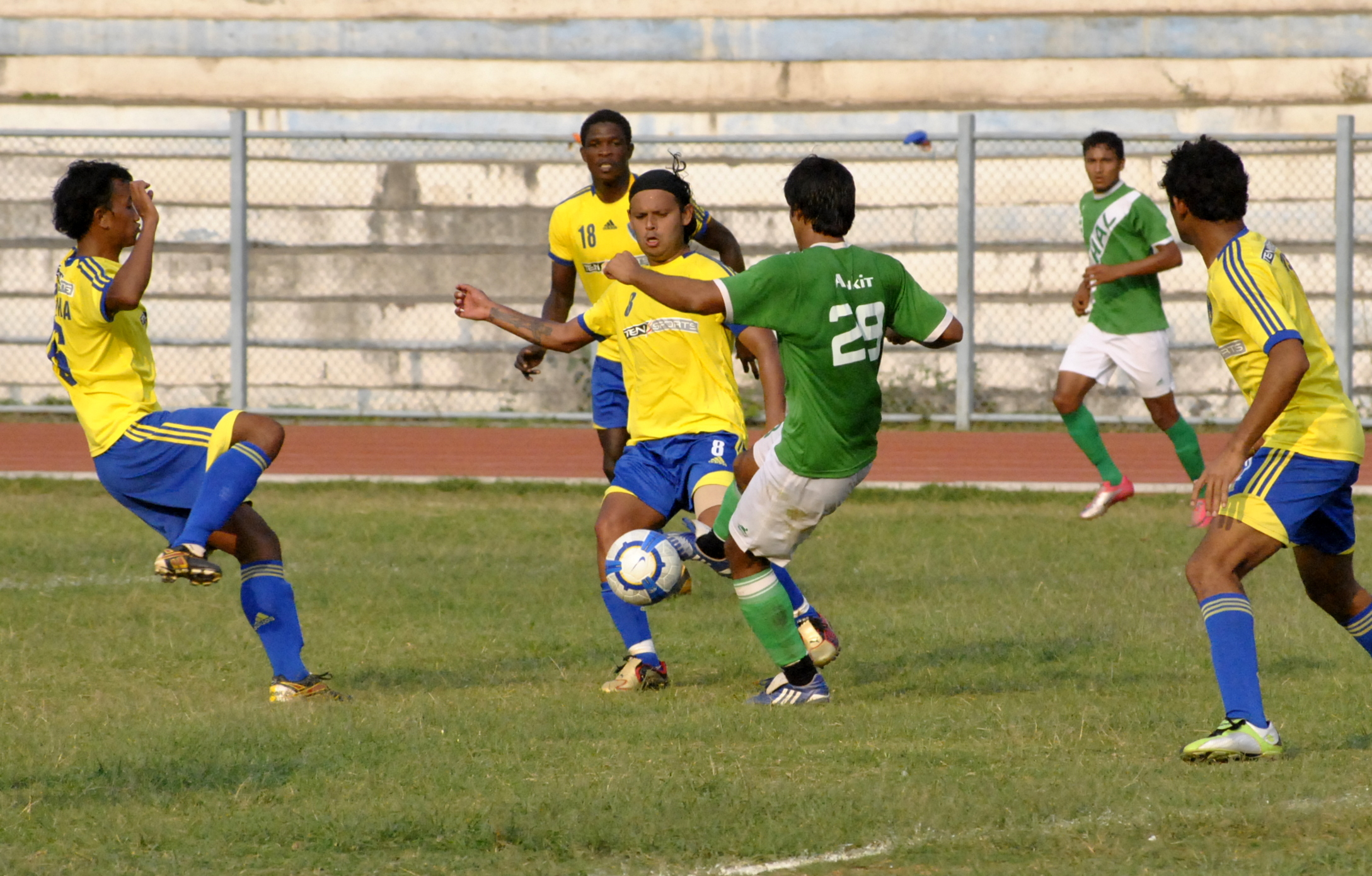
Noel Wilson del Mumbai FC ante el HAL SC en la I-League de 2010-11.

El Mumbai FC fue un equipo de fútbol de la India que jugó en la I-League, la primera división nacional.

## Historia

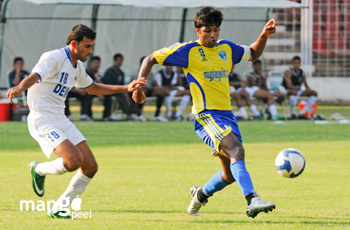
Abhishek Yadav del Mumbai FC y Samir Naik del Dempo SC en el Fatorda Stadium de Goa en 2009.

Fue fundado el 27 de junio de 2007 en la ciudad de Bombay como equipo de segunda división, logrando esa temporada el ascenso a la I-League, y en su primera temporada en primera división terminó en séptimo lugar. El club jugó su primer partido de la I-League contra el Mohun Bagan el 27 de septiembre de 2008 en el queAbel Hammond marcó su primer gol en la I-League en la victoria por 2–1 en el Barasat Stadium.

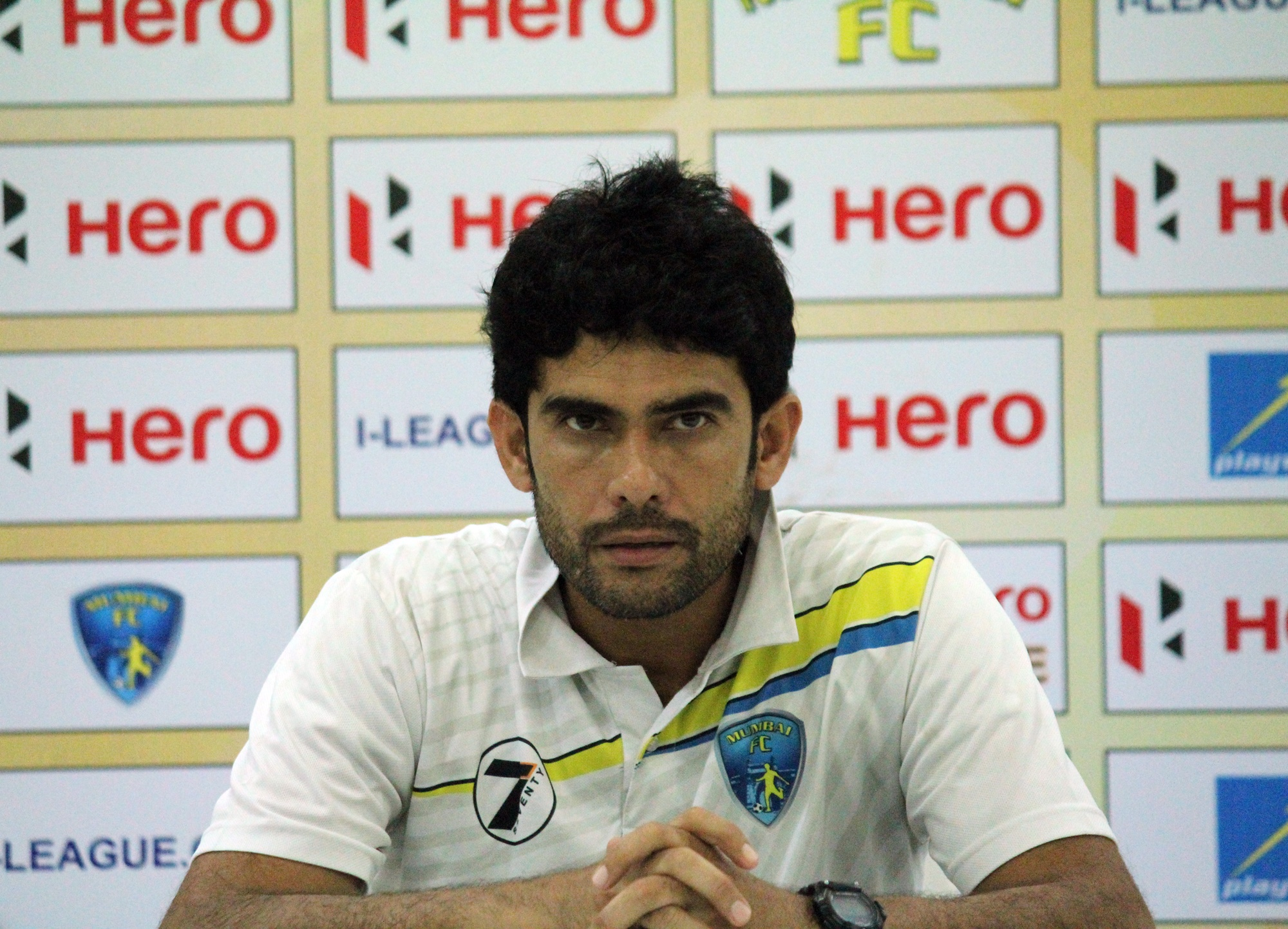
Khalid Jamil fue entrenador del Mumbai FC por siete años.

En 2009 pasa a ser dirigido por Khalid Jamil, quien dirigió al equipo hasta 2016, siendo actualmente en periodo más largo que ha tenido un entrenador en la I-League. Durante su gestión el equipo fue campeón del estado en 2011 y ganó cinco copas. A inicios de los años 2010 el club comenzó a experimentar problemas financieros que lo llevaron a descender de la I-League en 2017, y como consecuencia decidió no participar en la segunda división en la temporada siguiente, desapareciendo dos años después.

## Rivalidades
El Mumbai FC contaba con rivalidades con otros equipos de Bombay como Air India y Pune debido a que eran equipo del estado de Maharashtra.

## Uniforme y patrocinadores
| Periodo   | Uniforme    | Patrocinador |
| --------- | ----------- | ------------ |
| 2007–2009 | Adidas      | Playwin      |
| 2009–2010 | Adidas      | Dish TV      |
| 2010–2011 | Adidas      | none         |
| 2011–2012 | Adidas      | TEN HD       |
| 2012–2014 | 7070 Sports | TEN HD       |
| 2014–2015 | 7070 Sports | Playwin      |
| 2015–2017 | Nivia       | Playwin      |

## Palmarés
- I-League 2 (1): 2008[25]
- Mumbai Football League (1): 2010–11[26]
- Copa Nadkarni (4): 2010, 2011, 2015, 2016[27]
- Abhijit Kadam Memorial Cup (1): 2008[28]

## Entrenadores
- David Booth (2007-2009)[29][30]

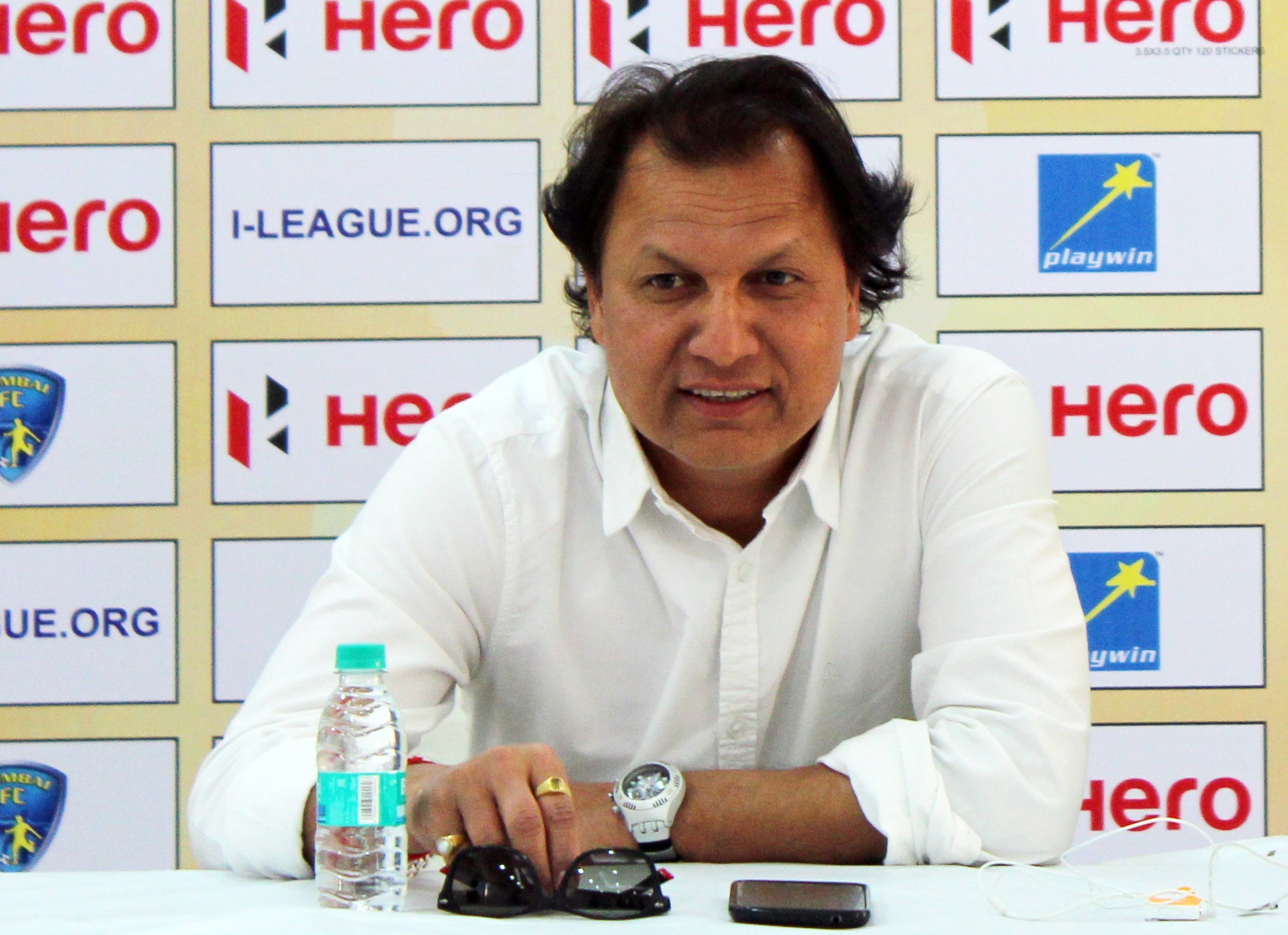
Santosh Kashyap en 2016.

- Khalid Jamil (2009-2016)[31]
- Santosh Kashyap (2016-2017)[32]
- Oscar Bruzon (2017)[33][34]